# Acido orsellinico
L'acido orsellinico o orto-orsellinico, con nome sistemico acido 2,4-diidrossi-6-metilbenzoico, è un acido fenolico, derivato dall'acido benzoico. La sua struttura è costituita da un anello benzenico a cui è attaccato un gruppo carbossilico {\displaystyle {\ce {(-COOH)}}} e due gruppi idrossilici {\displaystyle {\ce {(-OH)}}} in posizione 2 e 4 dell'anello benzenico oltre ad un gruppo metile (-CH3) sostituente in posizione 6. L'acido 2,4-diidrossi-6-metilbenzoico è chiamato anche acido orsellico.
L'acido orsellinico si presenta sotto forma di cristalli incolori a forma di ago che si sciolgono e si decompongono rapidamente a circa 175 °C, producendo orcinolo per decarbossilazione:

## Storia
I nomi acido orsellico ed orsellinico vennero attribuiti da John Stenhouse (1848) ad una serie di acidi estratti da licheni provenienti dall'Africa australe, a cui era stato dato il nome Orcella, nome comune dato ai licheni tintori. Si pensava fossero varianti della Rucella tinctoria, il lichene noto fin dall'antichità per la produzione di pigmenti, tra cui il tornasole ed il rosso oricello. La principale caratteristica dei licheni tintori era nella potenziale azione colorante dei loro derivati ottenuti precipitandoli con l'ammoniaca. Storicamente il nome deriva dalla famiglia fiorentina Rucellai o Oricellai (XII-XII secolo) che aveva costruito la sua fortuna con la produzione e commercializzazione di pigmenti derivati da licheni o funghi lichenizzati. Delle diverse sostanze segnalate da Stenhouse: acido orsellico, alpha e beta, ed acido orsellinico, solo dell'acido orsellinico è stata definita chiaramente la struttura da Mosbach nel 1959, che lo isolò dal Chaetomium cochliodes.

## Occorrenza in natura
L'acido orsellinico è un metabolita secondario di alcuni funghi o licheni. La formazione di acido orsellinico può essere innescata specificamente da uno stretto contatto fisico con dei batteri o dalla mutazione del complesso signalosoma dei licheni. Svolge un ruolo nella biochimica dei licheni da cui può essere isolato. È infatti un comune monomero di alcuni depsidi, ad esempio: acido lecanorico, acido giroforico o acido ombelicarico, composti particolarmente comuni in alcune specie di licheni.
È stato rilevato in: Aspergillus nidulans, Stereum hirsutum, Penicillium cyclopium, Penicillium fennelliae, Umbilicaria hypococcinea, Hypoxylon rubiginosum, Parmelia latissima, Auricularia delicata, Caetonium cochliodes.

## Metabolismo
Nell'Aspergillus nidulans, è stato identificato il gene che codifica l'enzima orsellinato sintasi, che è simile a un tipico polichetide sintasi non riducente. Le informazioni sulla sequenza forniscono indizi sui passaggi di questo percorso biosintetico. Si ritiene che una molecola di acido orsellinico possa essere formata da tre molecole di malonil-CoA e un acetil-CoA che catalizzati dall'enzima formano un tetracetide che viene poi ciclizzato.
L'enzima orsellinato-depside idrolasi catalizza la formazione di 2 molecole di acido orsellinico da una di acido lecaronico con la reazione:
{\displaystyle {\ce {acido.lecaronico + H2O <=> 2 acido.orsellinico}}}
L'orcinolo è un prodotto del catabolismo dell'acido orsellinico, a temperatura ambiente, grazie all'enzima orsellinato carbossilasi che catalizza la reazione:
{\displaystyle {\ce {acido.orsellinico <=> orsinolo + CO2}}}

## Produzione
Diverse reazioni di sintesi chimica dell'acido orsellinico sono state sviluppate nel XIX e XX secolo per l'industria dei pigmenti e nel XX secolo per la ricerca di farmaci.

### Sintesi chimica
Una sintesi può essere eseguita mediante addizione di Michael dell'estere etilico di acido acetoacetico in acido crotonico seguita da condensazione di Dieckmann. Questo porta alla formazione di etil diidroorsellinato. 
La deidrogenazione e la scissione dell'estere portano all'acido orsellinico.

L'acido orsellinico può anche essere prodotto mediante ossidazione di orsellaldeide.
Può anche essere prodotto per reazione dell'acido everninico o dell'acido ramalico bollenti in presenza di idrossido di bario, che rompe i loro legami esteri.
| acido everninico | {\displaystyle {\ce {->[{\Delta }][{Ba(OH)2}]}}} |  |
| acido ramalico   | {\displaystyle {\ce {->[{\Delta }][{Ba(OH)2}]}}} |  |

Un'altra possibile sintesi parte dall'orcinolo che viene carbossilato con metilmagnesio carbonato in dimetilformammide.